# 雪咲雅
雪咲 雅（ゆきざき みやび、1983年3月7日-）は、林企画所属のストリッパー。東京都出身。
2004年2月21日に栗橋大一劇場にてデビュー。2011年5月31日引退。
身長161cm・スリーサイズはB78・W58・H83、血液型はO型。

ファンからの愛称はみやびん。
好きなキャラクターはディズニーのシンデレラ及びティンカー・ベルとどこでもいっしょのトロ。
| スタブアイコン | サブスタブ | この項目は、まだ閲覧者の調べものの参照としては役立たない、性風俗関係者に関連した書きかけの項目です。この項目を加筆・訂正などしてくださる協力者を求めています（P:性/PJ:性）。 |